# Blak (sten)
Blak er navnet på en stor sten, som ligger i Kattegat ca. 150 m ud for bakken Jernhatten på Djursland. Stenen er (når den en sjælden gang er tør) lys i farven og det kan være grunden til, at den har fået sit navn. er aflejret i istiden, og den ligger på en varieret stenbund. Stedet er et yndet mål for sportsdykkere og lystfiskere på grund af den store variation af havalger og en tilsvarende rig fiskebestand.
Der knytter sig et sagn til stedet:
| Citat | Trolden Arn kastede med store sten efter en anden trold, der boede på Hjelm. Hjelmtrolden kastede derefter en meget stor sten efter Arn, men stenen landede i vandet et lille stykke fra kysten foran Jernhatten. Stenen er så stor, at man kan vende på den med både hest og vogn, og Arn blev så forskrækket, at han døde med det samme. Bakken hævdes at være Arns nakke (jf. lokalnavnet "Arnakke") | Citat |
|       | |       |